# Paul Dognin
Pour les articles homonymes, voir Dognin (homonymie).
Paul Dognin (1847-1931) est un industriel et entomologiste français.
Il dirigea les industries Dognin & Cie et se consacra à sa passion pour les papillons, spécialement les lépidoptères d'Amérique du Sud. Membre de la Société entomologique de France (à vie), de la Société royale belge d’entomologie et de la Société linnéenne de Lyon, il a décrit 101 espèces de papillons. 
En 1921, James John Joicey acquiert la collection de Bhopalocera de Paul Dognin pour son Hill Museum dans l'Essex. Les 82 000 autres spécimens de la collection Dognin furent acquis en 1926 par William Schaus pour le National Museum of Natural History de Washington.

## Publications
- Catalogue des Geometridae de l'Amérique Centrale et du Sud
- Hétérocères nouveaux de l'Amérique du Sud, Fascicule 1, 1910.
- Hétérocères nouveaux de l'Amérique du Sud, Fascicule 3, 1911.
- Hétérocères nouveaux de l'Amérique du Sud, Fascicule 5, 1912.
- Hétérocères nouveaux de l'Amérique du Sud, Fascicule 6, 1912.
- Hétérocères nouveaux de l'Amérique du Sud, Fascicule 7, 1914.
- Hétérocères nouveaux de l'Amérique du Sud, Fascicule 8, 1914.
- Hétérocères nouveaux de l'Amérique du Sud, Fascicule 9, 1916.
- Note sur la faune des Lépidoptères de Loja et environs (Équateur), Description d'espèces nouvelles, 1887-1894.

| - Xylophanes rothschildi mâle - Colotis subfasciatus ducissa mâle - Neotherina xanthosa mâle |